# Gampapegoja
Gampapegoja (Pyrilia vulturina) är en fågel i familjen västpapegojor inom ordningen papegojfåglar.

## Utseende
Gampapegojan är en liten (23 cm) och grön papegoja. Huvudet är naket och täckt med mörka borst. Runt halsen syns en gul krage, med svart på nacken. Vidare har den orangegult vid vingknogen, olivgult bröst, svarta vingpennor och blåspetsad stjärt. Ungfågeln har befjädrat grönt huvud och saknar det svartkantade gula halsbandet.

## Utbredning och status
Fågeln återfinns i fuktiga skogar i östra Brasilien söder om Amazonfloden. Den behandlas som monotypisk, det vill säga att den inte delas in i några underarter.

## Status och hot
Arten har ett stort utbredningsområde, men tros minska i antal, dock inte tillräckligt kraftigt för att den ska betraktas som hotad. Internationella naturvårdsunionen IUCN listar arten som livskraftig (LC).